# Malawi női labdarúgó-válogatott
A Malawi női labdarúgó-válogatott képviseli Malawit a nemzetközi női labdarúgó eseményeken. A csapatot a Malawi labdarúgó-szövetség szervezi és irányítja 2016 óta.
A Malawi női nemzeti csapat még nem szerepelt sem világbajnokságon, sem olimpiai játékokon és az Afrikai nemzetek kupája kontinensbajnokságán sem sikerült részt vennie. A COSAFA-kupán 2021-ben ezüstérmet szerzett a nemzeti együttes.

## Nemzetközi eredmények

### Világbajnoki szereplés
| Év       | Helyszín             | Eredmény      | Hely | M | Gy | D | V | Rg | Kg | Gk | P |
| -------- | -------------------- | ------------- | ---- | - | -- | - | - | -- | -- | -- | - |
| 1991     | Kína                 | nem létezett  | –    | – | –  | – | – | –  | –  | –  | – |
| 1995     | Svédország           | nem létezett  | –    | – | –  | – | – | –  | –  | –  | – |
| 1999     | Egyesült Államok     | nem létezett  | –    | – | –  | – | – | –  | –  | –  | – |
| 2003     | Egyesült Államok     | nem jutott be | –    | – | –  | – | – | –  | –  | –  | – |
| 2007     | Kína                 | nem jutott be | –    | – | –  | – | – | –  | –  | –  | – |
| 2011     | Németország          | nem jutott be | –    | – | –  | – | – | –  | –  | –  | – |
| 2015     | Kanada               | nem jutott be | –    | – | –  | – | – | –  | –  | –  | – |
| 2019     | Franciaország        | nem jutott be | –    | – | –  | – | – | –  | –  | –  | – |
| 2023     | Ausztrália Új-Zéland | nem jutott be | –    | – | –  | – | – | –  | –  | –  | – |
| Összesen | Összesen             | 0 / 9         |      | 0 | 0  | 0 | 0 | 0  | 0  | 0  | 0 |

### Afrikai nemzetek kupája
| Év       | Helyszín          | Eredmény      | Hely | M | Gy | D | V | Rg | Kg | Gk | P |
| -------- | ----------------- | ------------- | ---- | - | -- | - | - | -- | -- | -- | - |
| 1991     | –                 | nem létezett  | –    | – | –  | – | – | –  | –  | –  | – |
| 1995     | –                 | nem létezett  | –    | – | –  | – | – | –  | –  | –  | – |
| 1998     | Nigéria           | nem létezett  | –    | – | –  | – | – | –  | –  | –  | – |
| 2000     | Dél-afrika        | nem létezett  | –    | – | –  | – | – | –  | –  | –  | – |
| 2002     | Nigéria           | nem létezett  | –    | – | –  | – | – | –  | –  | –  | – |
| 2004     | Dél-afrika        | nem indult    | –    | – | –  | – | – | –  | –  | –  | – |
| 2006     | Nigéria           | nem indult    | –    | – | –  | – | – | –  | –  | –  | – |
| 2008     | Egyenlítői-Guinea | nem jutott be | –    | – | –  | – | – | –  | –  | –  | – |
| 2010     | Dél-afrika        | nem jutott be | –    | – | –  | – | – | –  | –  | –  | – |
| 2012     | Egyenlítői-Guinea | nem indult    | –    | – | –  | – | – | –  | –  | –  | – |
| 2014     | Namíbia           | nem jutott be | –    | – | –  | – | – | –  | –  | –  | – |
| 2016     | Kamerun           | nem jutott be | –    | – | –  | – | – | –  | –  | –  | – |
| 2018     | Ghána             | nem jutott be | –    | – | –  | – | – | –  | –  | –  | – |
| 2022     | Marokkó           | nem indult    | –    | – | –  | – | – | –  | –  | –  | – |
| Összesen | Összesen          | 1 / 10        |      | 0 | 0  | 0 | 0 | 0  | 0  | 0  | 0 |

### Olimpiai szereplés
| Év       | Helyszín       | Eredmény      | Hely | M | Gy | D | V | Rg | Kg | Gk | P |
| -------- | -------------- | ------------- | ---- | - | -- | - | - | -- | -- | -- | - |
| 1996     | Atlanta        | nem létezett  | –    | – | –  | – | – | –  | –  | –  | – |
| 2000     | Sydney         | nem létezett  | –    | – | –  | – | – | –  | –  | –  | – |
| 2004     | Athén          | nem létezett  | –    | – | –  | – | – | –  | –  | –  | – |
| 2008     | Peking         | nem indult    | –    | – | –  | – | – | –  | –  | –  | – |
| 2012     | London         | nem jutott be | –    | – | –  | – | – | –  | –  | –  | – |
| 2016     | Rio de Janeiro | nem jutott be | –    | – | –  | – | – | –  | –  | –  | – |
| 2020     | Tokió          | nem jutott be | –    | – | –  | – | – | –  | –  | –  | – |
| Összesen | Összesen       | 0 / 7         | –    | – | –  | – | – | –  | –  | –  | – |

### COSAFA-kupa
| Év       | Helyszín   | Eredmény           | Hely | M  | Gy | D | V  | Rg | Kg | Gk  | P  |
| -------- | ---------- | ------------------ | ---- | -- | -- | - | -- | -- | -- | --- | -- |
| 2002     | Zimbabwe   | csoportkör         | –    | 3  | 1  | 0 | 2  | 3  | 14 | -11 | 3  |
| 2006     | Zambia     | csoportkör         | –    | 2  | 1  | 0 | 1  | 3  | 3  | 0   | 3  |
| 2008     | Angola     | nem jutott be      | –    | –  | –  | – | –  | –  | –  | –   | –  |
| 2011     | Zimbabwe   | negyedik helyezett | 4.   | 3  | 1  | 1 | 3  | 9  | 19 | -10 | 4  |
| 2017     | Zimbabwe   | csoportkör         | –    | 3  | 1  | 1 | 1  | 12 | 12 | 0   | 4  |
| 2018     | Dél-afrika | csoportkör         | –    | 3  | 1  | 0 | 2  | 2  | 8  | -6  | 3  |
| 2019     | Dél-afrika | csoportkör         | –    | 3  | 2  | 0 | 1  | 16 | 3  | +13 | 6  |
| 2020     | Dél-afrika | elődöntős          | –    | 3  | 2  | 0 | 1  | 12 | 6  | +6  | 6  |
| 2021     | Dél-afrika | ezüstérmes         | 2.   | 5  | 3  | 0 | 2  | 9  | 7  | +2  | 6  |
| 2022     | Dél-afrika | csoportkör         | –    | 3  | 1  | 1 | 1  | 8  | 4  | +4  | 4  |
| Összesen | Összesen   | 9 / 10             |      | 30 | 13 | 3 | 14 | 74 | 76 | -2  | 42 |

## Lásd még
- Malawi labdarúgó-válogatott